# 唐桂馨

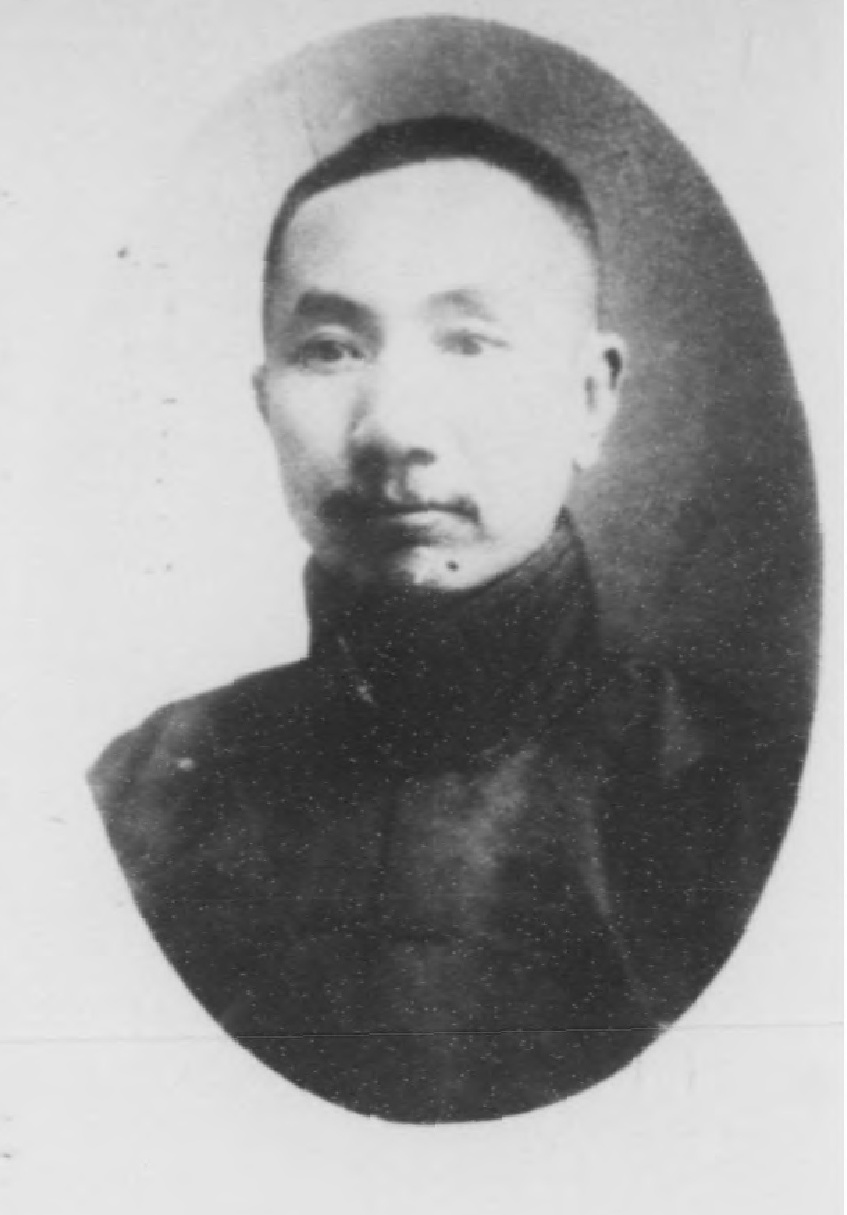

唐桂馨（1881年—1951年），貴州省銅仁縣人（今松桃县蓼皋镇），清朝官員、末代進士。
其祖父為唐世翼。光緒三十年（1904年），登甲辰恩科進士，任度支部主事。辛亥革命后，被派往日本學習。回國后擔任袁世凱之总统府参事。后隱居天津。